# Атмосфера (единица)
Вижте пояснителната страница за други значения на атмосфера.
Атмосфера е мерна единица за налягане, като съществуват две извънсистемни единици с такова име: физическа (също нормална или стандартна) и техническа атмосфера.

## Физическа атмосфера
Физическата атмосфера (означение atm) е единица за налягане, равна на нормалното атмосферно налягане на морското равнище. Това е налягането, уравновесяващо живачен стълб с височина 760 mm при температура 0 °C; плътност на живака 13 595,1 kg/m3 и стандартно земно ускорение при свободното падане g = 9,806 65 m/s2. През 1954 на 10-ата Генерална конференция по мерки и теглилки е прието 1 стандартна атмосфера да е равна на точно 101 325 N/m².
1 atm = 760 mmHg = 101 325 Pa (точно)
или
1 atm ≈ 0,1 MPa (приблизително)

## Техническа атмосфера
Техническата атмосфера (означение at, ат) е единица за налягане, равна на налягането, предизвикано от сила 1 kgf, равномерно разпределена на плоска повърхност с лице 1 cm2. Равна е приблизително на 736 mmHg.
1 at = 1 kgf/cm2 = 98 066,5 Pa (точно)

## Употреба
И двете единици за налягане са извънсистемни и употребата им съвместно с единиците от SI не се допуска. При всички случаи трябва да се ползва единицата паскал и нейните дробни и кратни единици, включително bar. Атмосферното налягане например се посочва в хектопаскали (1 hPa = 100 Pa).
|        | паскала (Pa) | бара (bar)  | технически атмосфери (at = 1 kgf/cm2) | физически атмосфери (atm) | милиметри живачен стълб (mmHg) |
| 1 Pa   | 1            | 10−5        | 10,197×10−6                           | 9,8692×10−6               | 7,5006×10−3                    |
| 1 bar  | 105          | 1           | 1,0197                                | 0,98692                   | 750,06                         |
| 1 at   | 98 066,5     | 0,980665    | 1                                     | 0,96784                   | 735,56                         |
| 1 atm  | 101 325      | 1,01325     | 1,033                                 | 1                         | 760                            |
| 1 mmHg | 133,322      | 1,3332×10−3 | 1,3595×10−3                           | 1,3158×10−3               | 1                              |